# Kopalnia Węgla Kamiennego Centrum
Das Steinkohlenbergwerk Karsten-Centrum (polnische Bezeichnung Kopalnia Węgla Kamiennego Centrum) ist ein stillgelegtes Steinkohlenbergwerk im Ortsteil Karb von Bytom, Polen.

## Geschichte
Der Bau einer Schachtanlage unter dem Namen Karsten-Zentrum begann 1872, die erste Kohle wurde 1879 gefördert. Der Berechtsame von 8,09 km² entstand durch die Konsolidierung mehrerer Kohlenfelder (Karsten 1860; Centrum 1859; Comet 1859; Beuthen 1867; Kaiser-Wilhelm 1873 durch Teilung des Feldes Bleib-nicht-allein). Das Bergwerk gehörte zur Schlesischen AG für Bergbau und Zinkhüttenbetrieb, so dass in den genannten Feldern nicht nur Kohle, sondern auch Zink- und Bleierze abgebaut wurden. 

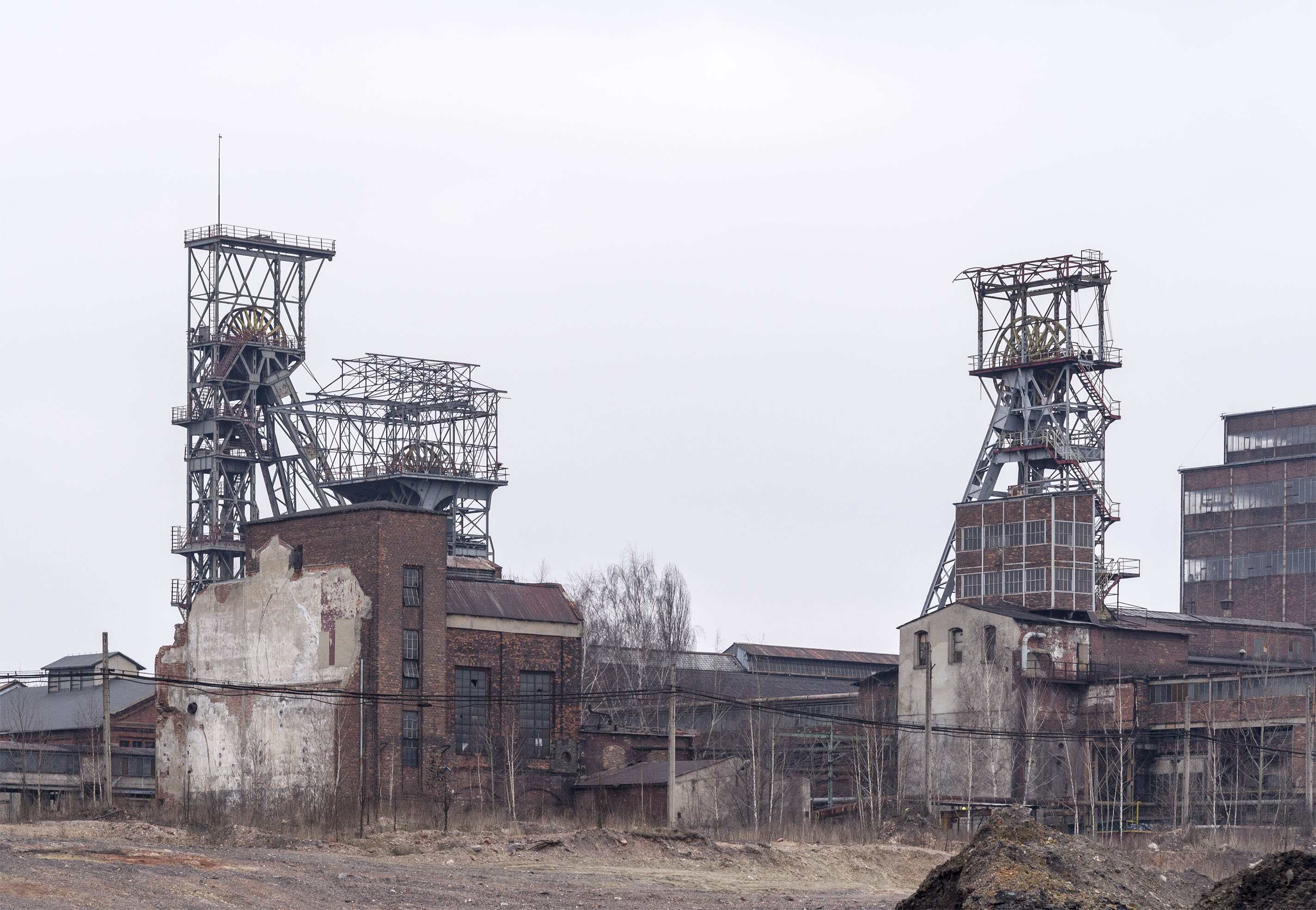
3 Fördergerüste von Karsten-Zentrum

Im Jahr 1932 kam es in der Grube zu einem Unglück mit mehreren verschütteten Bergleuten.
1938 verfügte das Bergwerk über drei Förderschächte: Gaertner 774 m (Doppelförderung; Seilfahrt; einziehender Wetterschacht), Vüllers 774 m (Seilfahrt; ausziehend; spätere Bezeichnung Staszic) und Drescher 585 m (Seilfahrt; einziehend) sowie einen Wetterschacht 470 m. Es wurden von 4.049 Mann insgesamt 1,627 Mio. t Steinkohlen gefördert. 
Von 1945 an trug die Zeche den Namen Zentrum, von 1950 bis 1990 den Namen Dymitrow, zu Ehren eines bulgarischen Kommunisten. Im Mai 1990 erhielt das Bergwerk nach einer Abstimmung unter der Belegschaft den Namen Centrum zurück. 
Damals verfügte das Bergwerk über fünf Schächte: „Staszic“ (alter Name Vüllers), Rejtan (Schacht I) und Skarga (Schacht II) mit Fördergerüsten, einem Betonturm mit Skipförderung über Schacht Budryk sowie dem etwas weiter westlich gelegenen Wetterschacht Wodny.
Die Zeche litt immer unter schwierigen geologischen Bedingungen sowie unter den Gefahren einer Methanentzündung und von Gebirgsschlägen. So gab es 1979 eine Kohlenstaubexplosion mit 10 Toten und 1982 eine Entzündung von Methan, bei der 18 Todesopfer zu beklagen waren. Die Gebirgsschläge sowie die durch den Abbau unter der Stadt Bytom verursachten Bergschäden führen in den letzten Jahrzehnten zu Spannungen zwischen den Bergwerksbetreibern und der Belegschaft auf einerseits und der Stadtbevölkerung andererseits.
Am 1. Januar 2005 wurde das Bergwerk mit Bytom III (Gräfin-Johanna-Grube/Bobrek und Preußengrube/Miechowice) zu dem Verbundbergwerk Bobrek-Centrum vereinigt und wurde dort als Ruch Centrum geführt. 

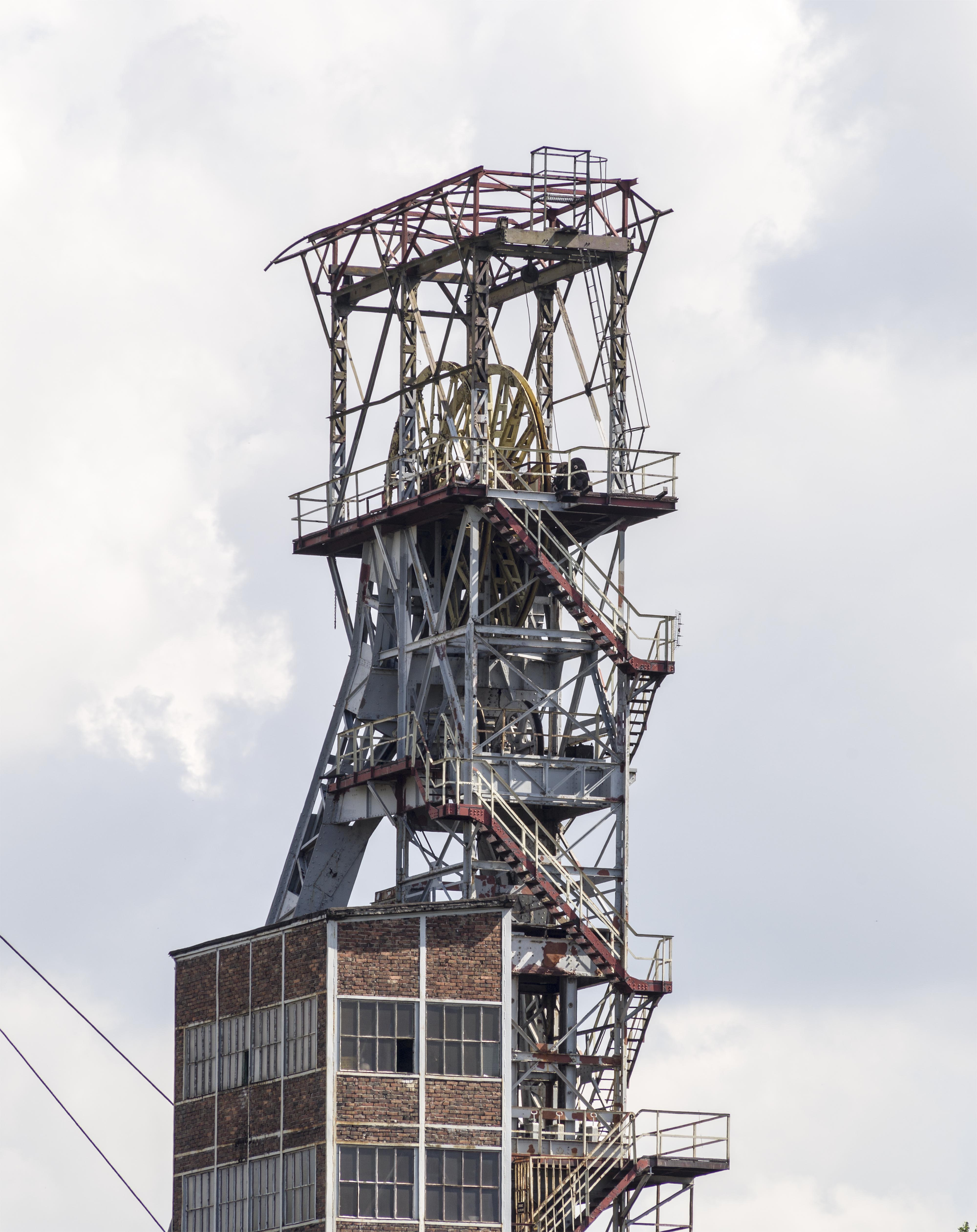
Gerüst Schacht Staszic

Auch weil der Verlust des Verbundbergwerks im 4. Quartal 2014 bei 100,96 zł pro geförderter Tonne Steinkohle lag, entschloss sich der derzeitige Besitzer, die Kompania Węglowa SA, den Verbund wieder aufzulösen. Während „Ruch Bobrek“ an die Węglokoks verkauft wurde, ordnete man Ruch Centrum der Spółka Restrukturyzacji Kopalń S.A. zu. Deren Verwaltungsrat beschloss am 9. Mai 2015, das Bergwerk mit sofortiger Wirkung stillzulegen und dies bis zum 31. Dezember 2020 zum Abschluss zu bringen.

## Förderzahlen
- 1913: 541.947 t
- 1938: 1,80 Mio. t
- 1970: 2,51 Mio. t
- 1979: 3,87 Mio. t